# 2082
2082 — 2082 рік нашої ери, 82 рік 3 тисячоліття, 82 рік XXI століття, 2 рік 9-го десятиліття XXI століття, 3 рік 2080-х років.

## Очікувані події
- 27 лютого відбудеться кільцеподібне сонячне затемнення, яке можна буде спостерігати в Перу, Бразилії, Французькій Гвіані і на півночі Іспанії та Португалії.
- В 2082 році вся інформація про Фолклендську війну, яку британський уряд суворо засекретив, стане доступною для громадськості.